# Incheon

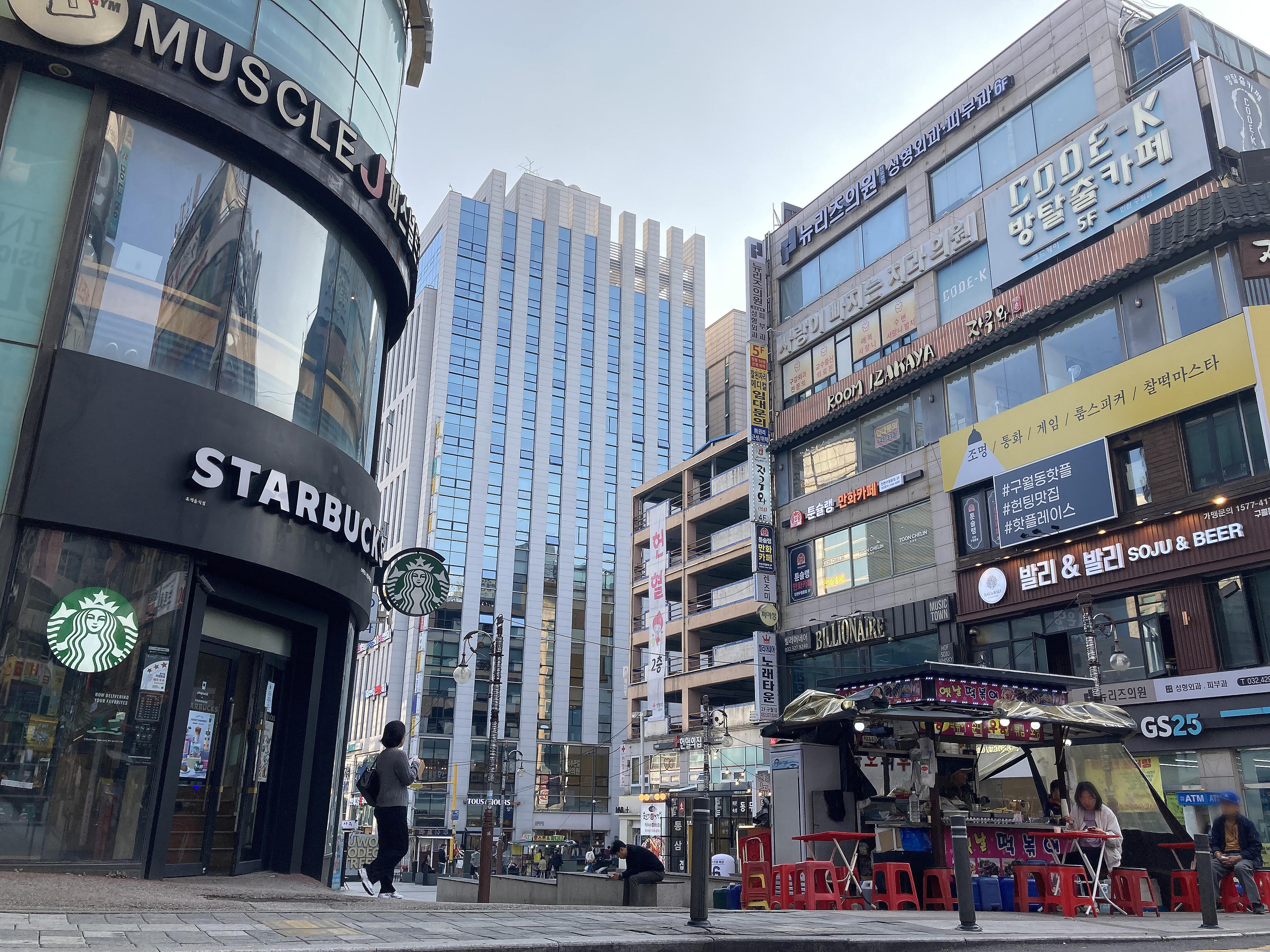
Moderne Innenstadt (2024)

Incheon, Aussprache [intɕʰʌn], in amtlicher Bezeichnung „Großstadt Incheon“ (인천광역시, Incheon Gwangyeoksi), ist eine Hafen- und Industriestadt an der Nordwestküste Südkoreas. Sie liegt innerhalb des Gebiets der Provinz Gyeonggi-do, ist aber seit dem 1. Juli 1981 politisch eine eigenständige Einheit. Incheon liegt 28 Kilometer westlich der Hauptstadt Seoul. Mit fast 2,9 Millionen Einwohnern ist die Stadt nach Seoul und Busan die drittgrößte in Südkorea.
Trotz seiner Größe galt Incheon wegen der kurzen Entfernung zu Seoul stets als größte Satellitenstadt der Hauptstadt, obwohl die Bewohner von Incheon mit dieser Sichtweise nie vollkommen einverstanden waren. Tatsächlich steht Incheon als „Großstadt“ verwaltungspolitisch einer südkoreanischen Provinz und damit auch Seoul gleich.
Seit der Entwicklung des Begriffs Sudogwon und dessen Erweiterung wird Incheon als Entwicklungsachse der Metropolregion gesehen. Die Errichtung des überdimensionalen Flughafens Incheon als zukünftiges Drehkreuz Ostasiens und der bestehende internationale Hafen setzten zudem eine große internationale Funktion hinzu.
Die Planung der neuen Freiwirtschaftszone Incheon Free Economic Zone (IFEZ) bestätigte diese neue Rolle Incheons für die Wirtschaft Südkoreas. Die Freiwirtschaftszone besteht aus den drei Planstädten Songdo City, Yeongjong und Cheongna und erweitert wiederum den wirtschaftlichen Handelsraum der Metropolregion Sudogwon.
Trotz der politischen Eigenständigkeit ist Incheon fast lückenlos mit Seoul zusammengewachsen. Auch die U-Bahn Incheon ist inzwischen mit der U-Bahn Seoul verbunden.

## Geografie
Die höchsten Erhebungen sind der Manisan (469 Meter) und Gyeyangsan (395 Meter), alle weiteren Berge sind nicht höher als 300 Meter. Trotzdem ist auch die Küste zum Gelben Meer sehr bergig und lässt nur wenig flachen Strand offen. Unter der Verwaltung Incheons stehen auch 152 Inseln, von denen allerdings 113 unbewohnt sind. Die Flüsse Gulpocheon, Cheongcheoncheon und Gyesancheon münden in den Hangang, die übrigen, darunter Sicheoncheon, Seunggicheon, Mansucheon, Jangsucheon und Unyeoncheon ins Gelbe Meer. Keiner dieser Flüsse ist länger als 12 km.

## Klima
Incheon hat, verglichen mit dem Süden des Landes, ein relativ trockenes Klima. Hier fallen im Durchschnitt nur 1152 mm Regen pro Jahr. Es gibt durchschnittlich 101 Regentage pro Jahr, an 22 weiteren Tagen fällt Schnee und an etwa 49 Tagen im Jahr herrscht Nebel vor. Besonders der Juli ist bekannt dafür. Die Durchschnittstemperatur beträgt 11,9 °C, wobei der Januar mit −3,1 °C der kälteste und der August mit 24,9 °C der wärmste Monat ist. Regelmäßig wird die Region auch von Taifunen bzw. deren schwächeren Ausläufern heimgesucht.

## Geschichte

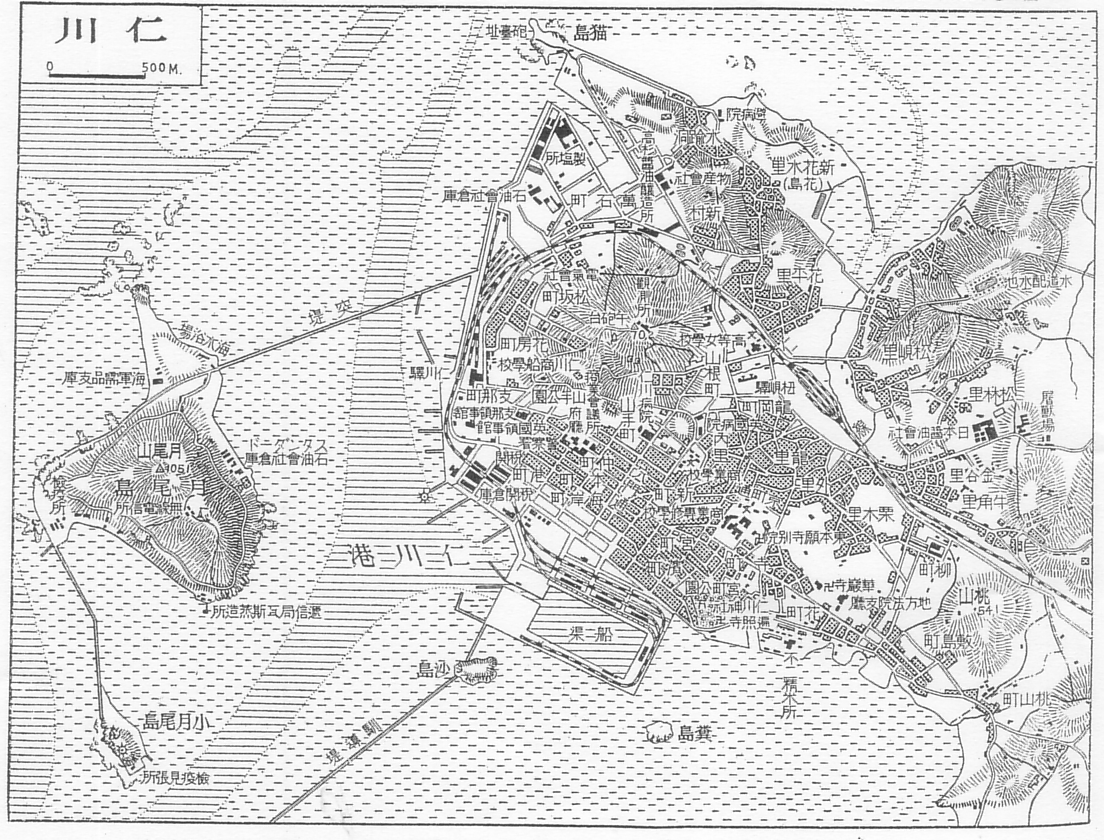
Eine Karte Jinsens um 1930

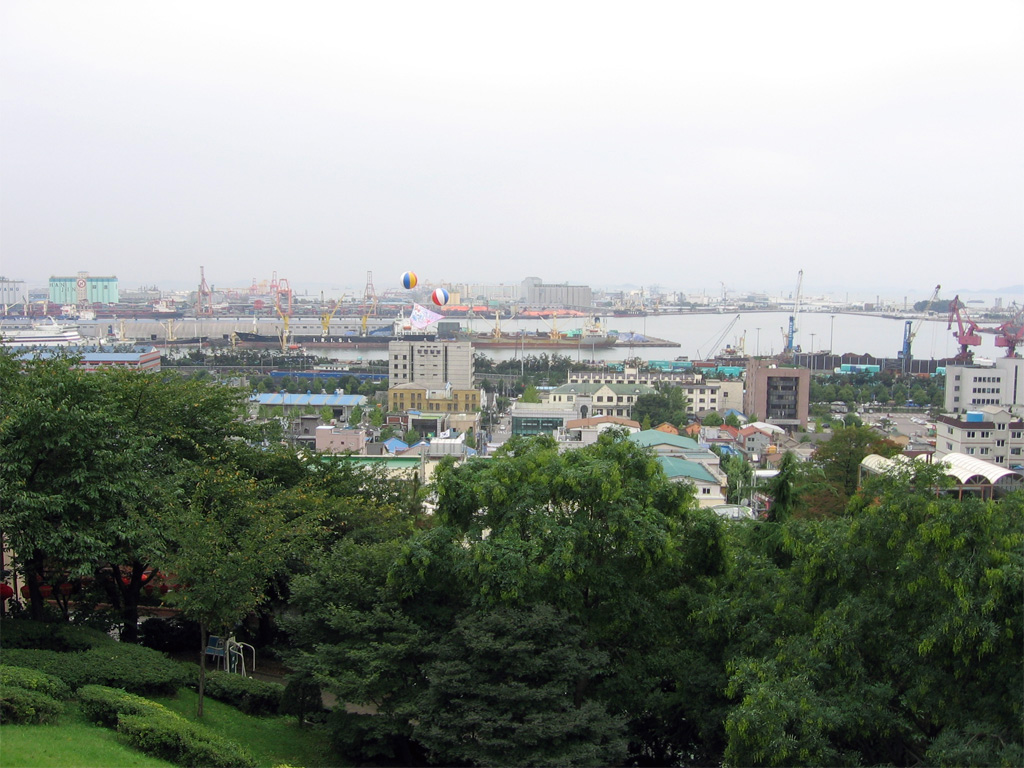
Der Hafen von Incheon (2006)

Archäologische Funde in der Region Incheon zeigen, dass hier schon seit der Jungsteinzeit Menschen leben. Heute ist Incheon wegen des internationalen Hafens bedeutend, der in einer natürlichen Bucht gut geschützt liegt. Als der Hafen 1883 eröffnet wurde, hatte Incheon gerade 4700 Einwohner.
Am 8./9. Februar 1904 fand während des Russisch-Japanischen Krieges vor Incheon die Seeschlacht von Tschemulpo statt, in deren Verlauf der russische Kreuzer Warjag im Hafen von der Besatzung selbst versenkt wurde.
In der Zeit, als Korea ein Teil des Japanischen Kaiserreichs war (1910 bis 1945), war Japanisch Nationalsprache. Die Stadt trug daher den japanischen Namen Jinsen, welches die japanische Aussprache des als Hanja geschriebenen Stadtnamens 仁川 Incheon ist.
Während des Koreakrieges wurde hier vom 15. bis 28. September 1950 die Schlacht um Incheon geschlagen. Alliierte Truppen vor allem der Vereinigten Staaten landeten hier im Rücken der Nordkoreaner. Dies war einer der Wendepunkte dieses Krieges, die nordkoreanische Volksarmee hatte zu diesem Zeitpunkt bis auf Busan bereits fast die gesamte koreanische Halbinsel unter ihrer Kontrolle.
1961 wurde in Incheon das römisch-katholische Apostolische Vikariat Inch’on errichtet und 1962 zum Bistum Incheon erhoben. Hauptkirche ist die Dapdong-Kathedrale St. Paul.
Während des wirtschaftlichen Aufstiegs Südkoreas seit den 1970er Jahren spielte der Hafen von Incheon eine bedeutende Rolle.
Am 10. Januar 1979 wurde die Universität Incheon eröffnet, seit September 2009 auf neuem Campus in der Planstadt Songdo City.
Das Wachstum Incheons war stets mit der Entwicklung Seouls verbunden. Obwohl Incheon die viertgrößte Stadt Südkoreas war, galt sie durch die kurze Entfernung zu Seoul als größte Satellitenstadt von Seoul. Tatsächlich wurde Incheon im Jahr 1981 als „Großstadt“ bestimmt und glich verwaltungsmäßig einer südkoreanischen Provinz und damit auch Seoul.
In den 1980er und 90er Jahren erweiterte sich die Stadtgrenze. Mit dieser Erweiterung, dem Wachstum der Bevölkerung, der Errichtung der Infrastruktur (Flughafen Incheon) und der Planung der neuen Freihandelszone Incheon wuchs die Stadt rasant zur drittgrößten Stadt.

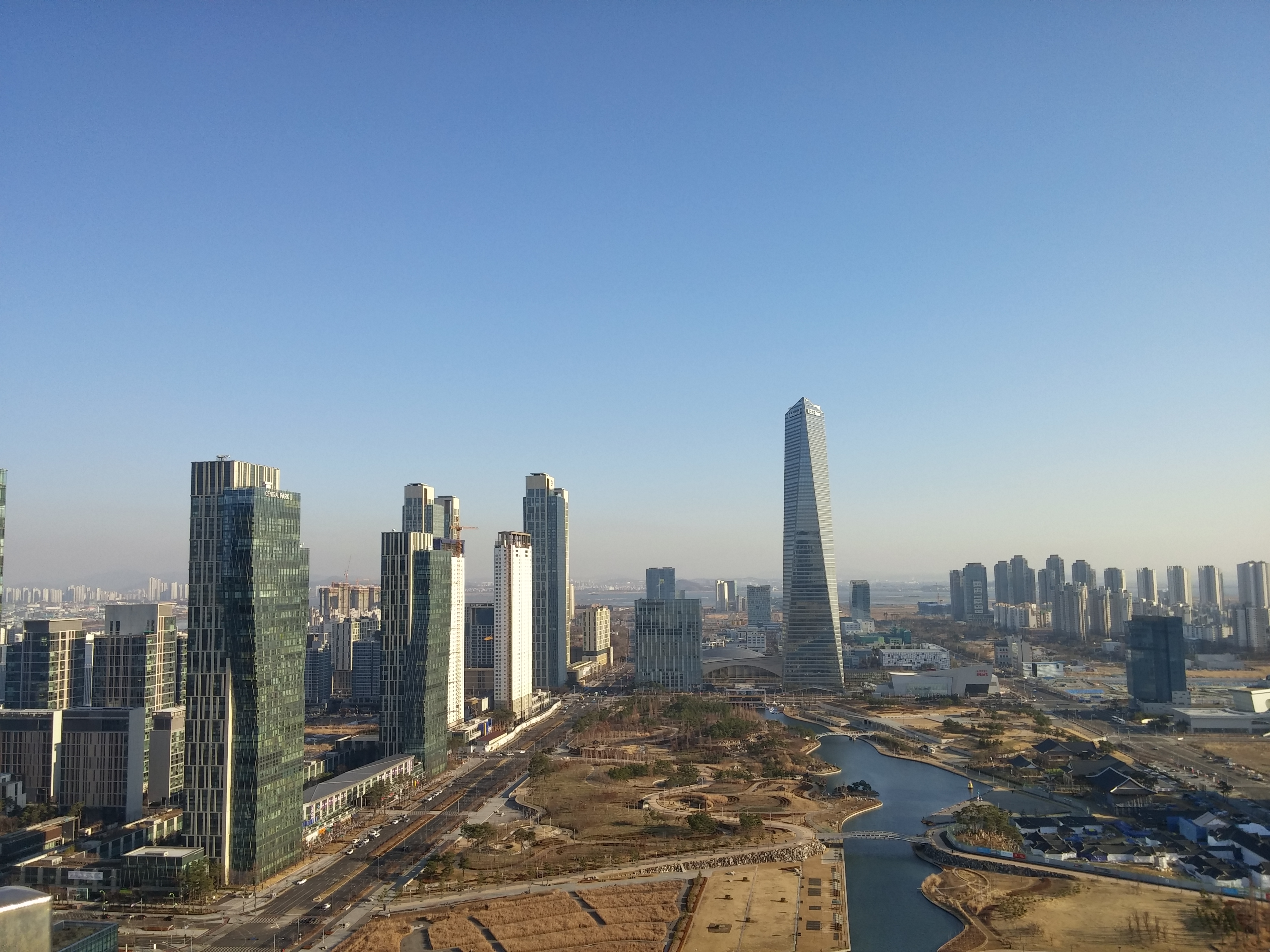
Neubaugebiet Songdo (2014)

Wenn Incheon früher im Schatten Seouls und lediglich als Teil des Ballungsraums Sudogwon galt, wird Incheon spätestens seit der Jahrtausendwende als Entwicklungsachse der Region gesehen und definiert sich neu im Gegensatz zu der überlasteten Hauptstadt Seoul.
Während der Fußball-Weltmeisterschaft 2002 haben drei Spiele in dem erst 2001 fertiggestellten Incheon-Munhak-Stadion stattgefunden.

## Verwaltungsgliederung

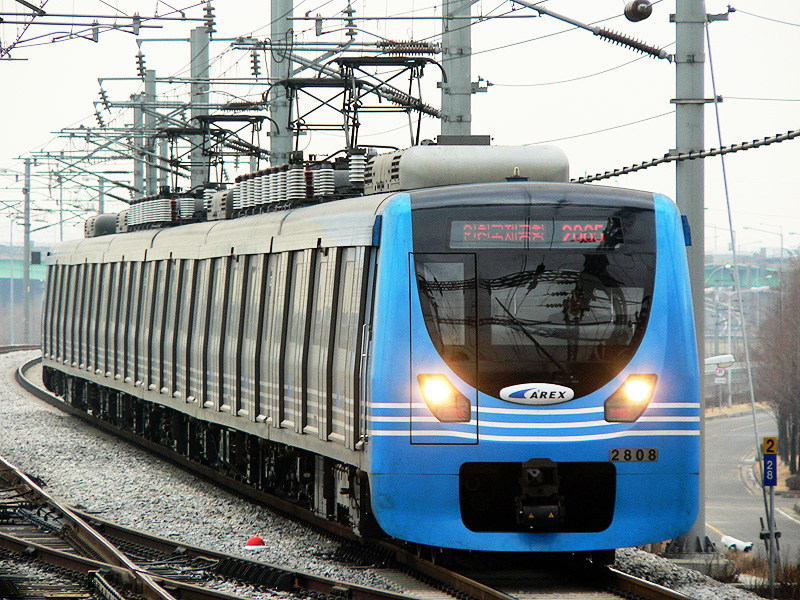
Die U-Bahn AREX zwischen Seoul und Incheon International Airport

Der amtliche koreanische Name lautet „Großstadt Incheon“ (인천광역시, Incheon Gwangyeoksi). Die Stadt ist damit der Verwaltungsebene der Provinz gleichgestellt.
Dennoch folgt sie der Untergliederung aller anderen normalen Städte – in Stadtbezirke (구, 區, Gu) und Stadtviertel (동, 洞, Dong). Incheon ist in acht Stadtbezirke und zwei Landkreise (Gun) unterteilt:
- Bupyeong-gu (부평구, 富平區)
- Dong-gu (동구, 東區)
- Gyeyang-gu (계양구, 桂陽區)
- Jung-gu (중구, 中區)
- Michuhol-gu (미추홀구, 미추홀區)
- Namdong-gu (남동구, 南洞區)
- Seo-gu (서구, 西區)
- Yeonsu-gu mit der Planstadt Songdo City (연수구, 延壽區)
- Ganghwa-gun (강화군, 江華郡)
- Ongjin-gun (옹진군, 甕津郡)

## Einheimische Sportvereine

### Fußball
Männer
| Ebene               | Liga             | Verein         | Heimstadion                         |
| ------------------- | ---------------- | -------------- | ----------------------------------- |
| Höchste Spielklasse | K League Classic | Incheon United | Incheon-Fußballstadion, Ost-Incheon |

Frauen
| Ebene               | Liga      | Verein                           | Heimstadion                       |
| ------------------- | --------- | -------------------------------- | --------------------------------- |
| Höchste Spielklasse | WK-League | Incheon Hyundai Steel Red Angels | Incheon Namdong Asiad Rugby Field |

### Baseball
Männer
| Ebene               | Liga       | Verein     | Heimstadion                          |
| ------------------- | ---------- | ---------- | ------------------------------------ |
| Höchste Spielklasse | KBO League | SK Wyverns | Incheon SK Happy Dream Park, Incheon |

### Eishockey
Seit 2016 spielen die Daemyung Killer Whales in der Asia League Ice Hockey, der professionellen Eishockeyliga Ostasiens. Sie tragen ihre Heimspiele im Incheon Seonhak International Ice Rink aus.

## Partnerstädte
| - Burbank, Vereinigte Staaten, seit dem 18. Dezember 1961 - Honolulu, Vereinigte Staaten, seit dem 15. August 1983 - Philadelphia, Vereinigte Staaten, seit dem 15. August 1983 - Anchorage, Vereinigte Staaten, seit dem 7. Oktober 1986 - Kitakyūshū, Japan, seit dem 20. Dezember 1988 - Tianjin, Volksrepublik China, seit dem 17. Dezember 1993 | - Hải Phòng, Vietnam, seit dem 25. Juli 1997 - Panama, Panama, seit dem 16. März 2000 - Tel-Aviv, Israel, seit dem 14. Mai 2000 - Alexandria, Ägypten, seit dem 17. Mai 2000 - Chongqing, Volksrepublik China, seit dem 1. Juni 2007 |

## Persönlichkeiten
Söhne und Töchter:
- Helen Kim (1899–1970), Politikerin, Pädagogin, Sozialaktivistin und Hochschullehrerin
- Chang Myon (1899–1966), Politiker
- Choi Bool-am (* 1940), Schauspieler
- Ku Hyo-sŏ (* 1958), Schriftsteller
- Gi Hyeong-do (1960–1989), Lyriker
- John Baptist Jung Shin-chul (* 1964), römisch-katholischer Bischof von Incheon
- Sung Dong-il (* 1967), Schauspieler
- Wonseok Chung (* 1969), Germanist und Hochschullehrer
- Cho Chi-hyo (* 1970), Handballspieler
- Noh Jung-yoon (* 1971), Fußballspieler
- Kim Nam-il (* 1977), Fußballspieler
- Ahn Hyo-yeon (* 1978), Fußballspieler
- Kim Ae-ran (* 1980), Schriftstellerin
- Lee Chun-soo (* 1981), Fußballspieler
- Kang Hye-jeong (* 1982), Schauspielerin
- Jang Hee-jin (* 1983), Schauspielerin
- Cho Yong-hyung (* 1983), Fußballspieler
- Yun Hyon-seok (1984–2003), Schriftsteller
- Ku Hye-sun (* 1984), Schauspielerin, Regisseurin und Drehbuchautorin
- Ha Dae-sung (* 1985), Fußballspieler
- San E (* 1985), Rapper
- Lee Keun-ho (* 1985), Fußballspieler
- Jang Jae-ho (* 1986), E-Sportler
- Cha Yu-ram (* 1987), Poolbillardspielerin
- Jang Suk-won (* 1989), Fußballspieler
- Sun-Mi Hong (* 1990), Jazzmusikerin
- Han Na-lae (* 1992), Tennisspielerin
- Bang Min-ah (* 1993), Sängerin und Schauspielerin
- Jang Sel-gi (* 1994), Fußballspielerin
- Nam Ji-hyun (* 1995), Schauspielerin
- Choi Beom-kyeong (* 1997), Fußballspieler
- Lia (* 2000), Sängerin
- Han Jisung (* 2000), Sänger der Boygroup Stray Kids